# Станьял, Виталий Петрович
Виталий Петрович Станьял (по паспорту Никитин) (род. 01.01.1940, д. Малый Сундырь Чебоксарского района Чувашской АССР) — литературовед, поэт, публицист, общественный деятель, краевед, кандидат филологических наук (1984), член Союза журналистов СССР (1968).

## Биография
Виталий Петрович родился 1 января 1940 года в деревне Малый Сундырь Чебоксарского района Чувашской АССР.
В 1962 году окончил Чувашский государственный пединститут. Во время обучения писал статьи в газетах «Молодой коммунист», «Советская Чувашия», «Коммунизм ялавӗ», работал учителем-методистом.
С 1969 года преподавал в Чувашском государственном университете, заведовал кафедрой чувашской литературы.
Один из организаторов Союза чувашских краеведов (1991), Чувашского национального конгресса (1992). В 1991—2008 гг. Виталий Станьял работал председателем Союза краеведов Чувашии. Под его началом в республике велась активная работа по изучению родного края, начали издаваться книги по истории районов, создавались энциклопедии районов. С 1991 г. – вице-президент Чувашской национальной академии. С 1992 г. – вице-президент, председатель Большого Совета Чувашского национального конгресса. Почетный президент Чувашской народной академии и Союза чувашских краеведов. 
С 1993 по 2010 гг. работал в Чувашском государственном институте гуманитарных наук — старшим научным сотрудником, заведующим отделом литературоведения и фольклористики.

## Научные и творческие интересы
Наследие К. Иванова, А. Андреева, В. Рзая, Г. Тал-Мрзы, Д. Петрова-Юмана, П. Хузангая, М. Сеспеля, Г. Тимофеева, произведения малого жанра, история этнорелигии и локальных культов, история, культура и быт населения Чебоксарского района. Автор более 80 научных трудов, в т. ч. монографий, учебников и учебных пособий, а также поэтических сборников.

## Произведения
- Сторона моя, Чебоксарская
- Мир чувашской культуры
- Чӑваш халӑх сӑвӑҫи Ухсай Яккӑвӗ
- Чӑваш поэзийӗн классикӗ К. В. Иванов
- Живем судьбой и памятью народа
- Чувашский рассказ
- Чӑваш халӑх ҫыравҫи Денис Гордеев (Народный писатель Чувашии Денис Гордеев)
- Петр Кудряшев: основатель мемориального музея чувашского поэта К.В. Иванова
- Слакпуҫ – сӑвӑ-юрӑ сӑпки  (Слакбаш – колыбель поэзии)
- 1941-1945 ҫулсенчи чӑваш литератури (Чувашская литература 1941-1945 гг.)
- Кӑрӑнкӑ кунҫул (Тугая судьба)
- Ăраскал тĕпренчĕкĕ (Осколки судьбы)
- Юрату йĕтесĕ (Перипетии любви)
- Андрей Петтоки сӑвӑҫӑ
- Пурӑнма хушатӑп (Приказываю жить)